# Нокмим
Нокмим (ивр. הנוקמים‎ — «мстители»; иногда «Накам») — еврейская военизированная организация из 50 человек, поставившая после Второй мировой войны цель отомстить немцам за массовое убийство евреев (Холокост).

## История организации
Организация была создана в 1945 году в Бухаресте в дни празднования Песаха. Идея отомстить немцам появилась как дополнение к операции «Бриха». Возглавил группу Абба Ковнер, который обосновал её создание ссылкой на псалом 94. В группу входили не только те, кто участвовал в партизанской войне, но и бойцы Еврейской бригады. Есть основания считать, что члены организации при поиске бывших офицеров и солдат СС выдавали себя за служащих британской военной полиции, имели доступ к служебному транспорту, пользовались данными британской разведки и правом на свободное передвижение по странам послевоенной Европы. Известными членами группы были Симха Ратайзер-Ротем, Марсель Тобиас и Хаим Ласков. К деятельности Нокмим имели отношение Тувья Фридман и, возможно, Хаим Вейцман и Эфраим Кацир.
Подозреваемых в преступлениях, как правило, вывозили для «допроса» и расстреливали в лесу. Иногда гибель жертв выдавалась за несчастный случай или самоубийство. Отмечается, что часто такие самосуды не согласовывались с руководством Нокмим и были инициативой отдельных личностей в группировке. Сведения о виновных не всегда были достаточны: так, при поиске Адольфа Эйхмана использовали устное описание, а фотографии не было; поэтому Шимон Авидан, участвовавший в убийстве предполагаемого преступника, говорил, что был уверен наполовину в правильности опознания, и после поимки настоящего Эйхмана агентами Моссада признал ошибку. По словам Исраэля Карми, члена Нокмим и впоследствии начальника военной полиции Израиля, группа уничтожила 100 человек. Американский историк Майкл Элкинс оценивает число жертв «мстителей» в 400 человек.
На рубеже 1945—1946 годов группа решила нанести удар по немецкой нации в целом, уничтожив большое количество людей — планировалось отравить водопроводы в Мюнхене, Нюрнберге, Гамбурге и Франкфурте для убийства шести миллионов немцев — столько, сколько евреев погибло во время Холокоста. На очистные сооружения указанных городов были внедрены члены группы. Есть видеозапись 1980-х годов, где Ковнер утверждает, что яд для отравления водопроводов был получен от химика Хаима Вейцмана, а химик Эфраим Кацир помогал изготовить этот яд. План геноцида немцев был сорван британской военной полицией — Ковнер, имевший форму и документы солдата британской армии, арестован при перевозке яда в двух канистрах (официальное обвинение — за подделку документов). Нет сведений о том, был ли арест случайностью, или Ковнера кто-то выдал, но сам Ковнер до конца жизни оставался уверен, что его предало руководство ишува. После того, как Ковнер оказался в тюрьме, его исключили из руководства операцией «Бриха». Британцы подозревали Ковнера в связях с Лехи, но через три месяца он был отпущен. В это время оставшиеся на свободе члены группы перешли к запасному плану — отравлению немецких военнопленных, заключённых в тюрьмах Нюрнберга и Дахау, мышьяком в хлебе. В результате этого теракта 2283 немецких военнопленных были отравлены и заболели, но нет достоверных данных о числе погибших: экспертная оценка — 300—400 человек.
Освободившись из тюрьмы, Ковнер собрал членов группы в Палестине, но после провала плана геноцида немцев Нокмим фактически распалась.

## Отражение в кино
Сюжет о еврейской мести нацистам лёг в основу чёрной комедии Квентина Тарантино «Бесславные ублюдки» (2008 год), а также драматического сериала Amazon Prime Video «Охотники» (2020 год).